# Sanni Rautala
Sanni Rautala (* 14. April 1987) ist eine finnische Badmintonspielerin. 

## Karriere
Sanni Rautala gewann in Finnland vier Juniorentitel, bevor sie 2007 erstmals Titelträgerin bei den Erwachsenen wurde. Weitere Titelgewinne folgten 2009, 2010 und 2011. 2010 nahm sie an den Badminton-Weltmeisterschaften teil, 2012 an den Badminton-Europameisterschaften.

## Sportliche Erfolge
| Saison | Veranstaltung                                | Disziplin   | Platz | Name                              |
| ------ | -------------------------------------------- | ----------- | ----- | --------------------------------- |
| 2005   | Finnland: Einzelmeisterschaften der Junioren | Dameneinzel | 1     | Sanni Rautala                     |
| 2005   | Finnland: Einzelmeisterschaften der Junioren | Damendoppel | 1     | Sanni Rautala / Salla Urpela      |
| 2006   | Finnland: Einzelmeisterschaften der Junioren | Mixed       | 1     | Marko Pyykönen / Sanni Rautala    |
| 2006   | Finnland: Einzelmeisterschaften der Junioren | Damendoppel | 1     | Sanni Rautala / Salla Urpela      |
| 2007   | Finnland: Einzelmeisterschaften              | Mixed       | 1     | Petri Hyyryläinen / Sanni Rautala |
| 2009   | Finnland: Einzelmeisterschaften              | Mixed       | 1     | Tuomas Nuorteva / Sanni Rautala   |
| 2010   | Finnland: Einzelmeisterschaften              | Mixed       | 1     | Tuomas Nuorteva / Sanni Rautala   |
| 2010   | Finnland: Einzelmeisterschaften              | Damendoppel | 1     | Noora Virta / Sanni Rautala       |
| 2011   | Finnland: Einzelmeisterschaften              | Damendoppel | 1     | Saara Hynninen / Sanni Rautala    |
| 2014   | Finnland: Einzelmeisterschaften              | Damendoppel | 1     | Sonja Pekkola / Sanni Rautala     |
| 2015   | Finnland: Einzelmeisterschaften              | Damendoppel | 1     | Sonja Pekkola / Sanni Rautala     |
| 2016   | Finnland: Einzelmeisterschaften              | Damendoppel | 1     | Sonja Pekkola / Sanni Rautala     |